# Vicenç Albert Ballester
Vicenç Albert Ballester i Camps (ur. 18 września 1872 w Barcelonie, zm. 15 sierpnia 1938 w El Masnou) – hiszpański polityk, kataloński nacjonalista, projektant i promotor katalońskiej flagi estelady.  

## Życiorys
Ballester urodził się w Barcelonie, ale związany był z El Masnou, gdzie mieszkał na stale od 1923 roku aż do śmierci. W 1890 roku rozpoczął naukę żeglarstwa i po czterech latach uzyskał licencję pilota handlowego. Z powodów zdrowotnych nie zrobił jednak kariery w marynarce handlowej. W 1898 roku po odzyskaniu niepodległości przez Kubę odbył podróż na wyspę. Po powrocie do El Masnou pracował w firmie, która produkowała gaz acetylenowy, wykorzystywany w tym okresie do oświetlenia ulicznego. Wtedy też zaczął działać na rzecz odzyskania przez Katalonię niepodległości. W 1901 roku został członkiem Foment Autonomista Català i szefem La Reixa, organizacji zajmującej się wspieraniem  represjonowanych i uwięzionych Katalończyków. Jako pierwszy zorganizował 11 września 1908 roku obchody Święta Narodowego Katalonii.  Był pierwszym prezesem utworzonej 22 sierpnia 1908 roku Associació Protectora de l'Ensenyança Catalana (Stowarzyszenie Ochrony Edukacji w języku katalońskim). W 1903 roku założył czasopismo La Tralla. Publikowane w nim artykuły podpisywał pseudonimem VIC (w języku katalońskim skrót oznacza Niech żyje niepodległa Katalonia) i VICIME (Niech żyje niepodległość Katalonii i umrze Hiszpania). Był także członkiem Associació Nacionalista Catalana. Był współwydawcą biuletynu CADCI(Centre Autonomista de Dependents del Comerç i la Indústria) i częścią Unió Catalanista. W 1915 roku brał udział w powstaniu szkoły Mossèn Cinto. 
Po zakończeniu I wojny światowej w 1918 roku był jednym z członków Comitè Pro Catalunya, którego zadaniem było zwrócenie uwagi na wysiłek katalońskich ochotników w wojnie, aby wywierać nacisk na Ligę Narodów o poparcie dla katalońskiej niepodległości zgodnie z postulatami o samostanowieniu narodów prezydenta USA Woodrowa Wilsona. Vincent Albert Ballester stojąc na czele Comitè Pro Catalunya zaprojektował flagę Estelada.  
W 1923 roku był jednym z uczestników (i późniejszym kronikarzem) demonstracji z 11 września tego roku, która została brutalnie stłumiona zaledwie jeden dzień przed zamachem stanu generała Primo z Rivery. Ballester poparł zagraniczną kampanię na rzecz katalońskiego państwa prowadzoną przez Francesca Macià, choć był krytyczny wobec planowanej inwazji na Prats-de-Mollo-la-Preste. Od 1924 roku był ostatnim prezydentem Unió Catalanista, która pod jego kierownictwem stała się partią polityczną. Ballester współpracował z wieloma katalońskimi czasopismami w obu Amerykach, w tym z Ressorigiment (Revival) w Buenos Aires i La Nova Catalunya w Hawanie na Kubie. 

## Upamiętnienie
- W sierpniu 2009 roku rada miasta Vic postanowiła nazwać jego imieniem Plac Ateneo de la Central[11].
- W styczniu 2014 roku nazwano jego imieniem plac w barcelońskiej dzielnicy Ciutat Vella[12][13].
- W połowie 2014 roku Girona nazwała jego imieniem ogrody Montilivi[14][15].
- W 2016 roku ukazała się książka Vicenç A. Ballester i Camps (1872-1938), której autorami byli Joan Muray i Fermí Rubiralta[1]